# Sumitomo
Sumitomo Group (住友グループ Sumitomo Gurūpu) er et af Japans største virksomhedskonglomerater (keiretsu). Det har hovedsæde i Osaka og er grundlagt af Masatomo Sumitomo, som det også har navn efter.

## Historie
Sumitomo-koncernen kan spore sine rødder tilbage til en boghandel i Kyoto, som er grundlagt ca. 1615 af den tidligere buddhistiske præst Masatomo Sumitomo. Med baggrund i den spirituelle grundlægger, så ledes koncernen i dag stadig efter grundlæggerens forskrifter fra det 17. århundrede.
Det var kobber der gjorde virksomheden berømt. Riemon Soga, der var Masatomo Sumitomos svigersøn, lærte vestlige metoder til raffinering af kobber og etablerede et smelteri i 1590. Smelteriet blev navngivet Izumiya, som bogstaveligt talt betyder forår. Den avancerede teknik som Riemon tilegnede sig tillod, at der kunne udvindes sølv fra en kobberåre, noget som japanerne endnu ikke havde været i stand til.
Mens smelteri- og smedjeforretningen begyndte i Kyoto, så blev den i slutningen af 1600-tallet flyttet til Osaka, og Soga videregav kontrollen til sin søn Tomomochi, som gjorde den til et betydeligt handelshus i Edo-perioden. Sumitomo begyndte at eksportere kobber, importere silke, tilbyde finansielle services, og fra 1691 drift af kobberminer.
Meiji-restaurationen tillod Sumitomo at importere og benytte vestlige maskiner og teknikker i sine miner. Sumitomo bredte sig snart til flere forretningsområder og gik ind i maskinindustri, kulindustri, skovbrug, bank og lager og blev til et zaibatsu.

### Emblem
Det diamantformede igetamærke der minder om en form for ramme placeret over en brønd i det præmoderne Japan. Det var logo for Riemon Sogas Izumiyavirksomhed.

## Sumitomo-koncernen
- Sumitomo Chemical, kemikalier
- Sumitomo Heavy Industries, maskiner, våben og skibsbyggeri
- Sumitomo Precision Products, præcisionsmaskiner
- Sumitomo Mitsui Banking Corporation, finans
- Sumitomo Metal Industries, stål
- Sumitomo Metal Mining Co, ikke-jernholdige metaller
- Sumitomo Corporation, handelsvirksomhed
- Sumitomo Corporation of America
- Sumitomo Trust and Banking, i dag Sumitomo Mitsui Trust Holdings, finans
- Sumitomo Life Insurance Co, forsikring
- Sumitomo Coal Mining Co, mineselskab
- The Sumitomo Warehouse Co, lager
- Sumitomo Electric Industries, elektronik og elektriske produkter
- Mitsui Sumitomo Insurance Co, forsikring
- Mezon stålfri stål Fzco., stålfri stockiest
- Sumitomo Realty & Development Co, fast ejendom
- Sumitomo Osaka Cement Co Ltd, cement
- Osaka Titanium Technologies Co[10]
- Sumitomo Light Metal Industries, ikke-jernholdige metaller
- Sumitomo Mitsui Construction Co, konstruktion
- Sumitomo Bakelite Co, kemikalier
- Sumitomo Forestry Co, tømmer og huse
- Sumitomo Rubber Industries, dæk og gummi under Dunlop-mærket
- Presidio Ventures[11]
- Sumisho Computer Systems, informationsteknologi[12]

### Sumitomo-selskaber iNikkei 225
- NEC, elektronik og elektriske produkter
- Nippon Sheet Glass Co, glas
- Sumitomo Chemical
- Sumitomo Corporation
- Sumitomo Electric Industries
- Sumitomo Heavy Industries
- Sumitomo Metal Industries
- Sumitomo Metal Mining Co
- Sumitomo Mitsui Financial Group
- Sumitomo Mitsui Trust Holdings
- Sumitomo Osaka Cement Co
- Sumitomo Realty & Development Co